# تشاونسي إم. أبوت
تشاونسي إم. أبوت هو سياسي أمريكي، ولد في 1822، وتوفي في 11 نوفمبر 1863. نشط حزبياً في الحزب الجمهوري. وقد انتخب عضو جمعية ولاية نيويورك ‏ وانتخب عضو مجلس ولاية نيويورك ‏.